# Willie Chan
Willie Chan, de son vrai nom Chan Chi-keung (陳自強, 22 mai 1941 - 24 octobre 2017), est un producteur et agent d'acteurs hongkongais connu pour sa longue collaboration avec Jackie Chan, dont il a été l'agent puis le partenaire de production en Asie et Amérique du Nord. Il a également été l'agent du rappeur et acteur Edison Chen.

## Biographie
Chan sort diplômé de l'East–West Center (en) de Hawaï en 1966 avec une maîtrise en marketing. Il s'installe ensuite à Hong Kong en 1970 pour poursuivre une carrière dans l'industrie cinématographique et devient découvreur de talents et producteur délégué au milieu des années 1970 lorsqu'il rencontre Jackie Chan qui est à l'époque cascadeur. Willie l'aide à obtenir un rôle de premier plan dans La Nouvelle Fureur de vaincre de Lo Wei, qui sort durant la bruceploitation mais sans être un film appartenant à ce genre, et qui est salué comme étant un « suivi » à La Fureur de vaincre de Bruce Lee. Willie montre un vif intérêt pour la volonté et la capacité de Jackie à effectuer des cascades dangereuses.
Cela se produit après que Jackie Chan, fatiguée d'une carrière stagnante, a vécu en Australie pendant quelques mois travaillant comme peintre dans une entreprise de construction. Willie l'avait ramené au cinéma en lui obtenant des rôles principaux dans des films pour la société de production de Lo, Lo Wei Motion Picture Company, une filiale de la Golden Harvest. Ces films, parmi lesquels se trouve Le Magnifique, sont cependant des échecs commerciaux et Jackie est alors prêté à un autre producteur, Ng See-yuen, qui lance sa carrière avec Le Chinois se déchaîne et Le Maître chinois. Willie quitte ensuite l'entreprise pour rejoindre la Golden Harvest, occupant le poste d'agent personnel de Chan.
Après que Raymond Chow a définitivement établi la carrière de Jackie Chan avec La Danse du lion, l'acteur se rend aux États-Unis pour tenter de percer sur le marché américain, et étudie l'anglais à l'école de langue Berlitz avec Willie Chan.
Après l'échec de la première tentative de Jackie aux États-Unis, Willie revient à Hong Kong pour se concentrer sur la gestion d'artistes. En 1985, il forme l'agence JC qui, à son apogée, représentent 43 acteurs. Dans les années 1990, les triades commencent cependant à acquérir une vive influence dans l'industrie cinématographique de Hong Kong, forçant Willie à participer à des marches contre le gangstérisme dans l'industrie.

### Dernières années
Dans ses dernières années, Willie Chan cofonde avec Jackie Chan le studio JCE Movies Limited et travaille aux côtés de Jackie dans sa carrière en Asie et en Amérique du Nord. En 2006, il cesse d'être l'agent de Jackie, laissant le poste à la femme de ce dernier, Joan Lin. Durant la 30e cérémonie des Hong Kong Film Awards, Willie reçoit un prix professionnel des mains mêmes de Jackie et de quelques autres acteurs dont il s'est occupé.
Il meurt dans son sommeil à Hong Kong à l'âge de 76 ans. Ses funérailles ont lieu le 23 novembre et Jackie Chan, Raymond Chow, et Jacky Cheung portent son cercueil. Son corps est finalement incinéré.